# Баншкхали
Баншкхали (бенг. বাঁশখালী, англ. Banshkhali) — город на юго-востоке Бангладеш, административный центр одноимённого подокруга. Площадь города равна 8,86 км². По данным переписи 2001 года, в городе проживало 15 763 человека, из которых мужчины составляли 51,74 %, женщины — соответственно 48,26 %. Плотность населения равнялась 1779 чел. на 1 км². Уровень грамотности населения составлял 28,7 % (при среднем по Бангладеш показателе 43,1 %).